# Alàs i Cerc
Alàs i Cerc (spanisch Alás Serch) ist eine Gemeinde (municipio) mit 322 Einwohnern (Stand: 2024) in der Provinz Lleida in der Autonomen Region Katalonien. Zur Gemeinde gehören neben dem Hauptort Alàs die Ortschaften La Bastida d’Ortons, Cerc, El Ges, Ortedó, Torres d’Alàs und Vilanova de Banat.

## Lage
Alàs i Cerc liegt in den Bergen der südlichen Pyrenäen in einer durchschnittlichen Höhe von ca. 770 m am Segre, der die Gemeinde im Norden begrenzt, in der Nähe zur Grenze nach Andorra. Alàs i Cerc liegt etwa 105 Kilometer nordöstlich von Lleida.

## Bevölkerungsentwicklung
| Jahr      | 1970 | 1981 | 1990 | 2001 | 2011 | 2021 |
| Einwohner | 588  | 461  | 403  | 391  | 366  | 322  |

## Sehenswürdigkeiten

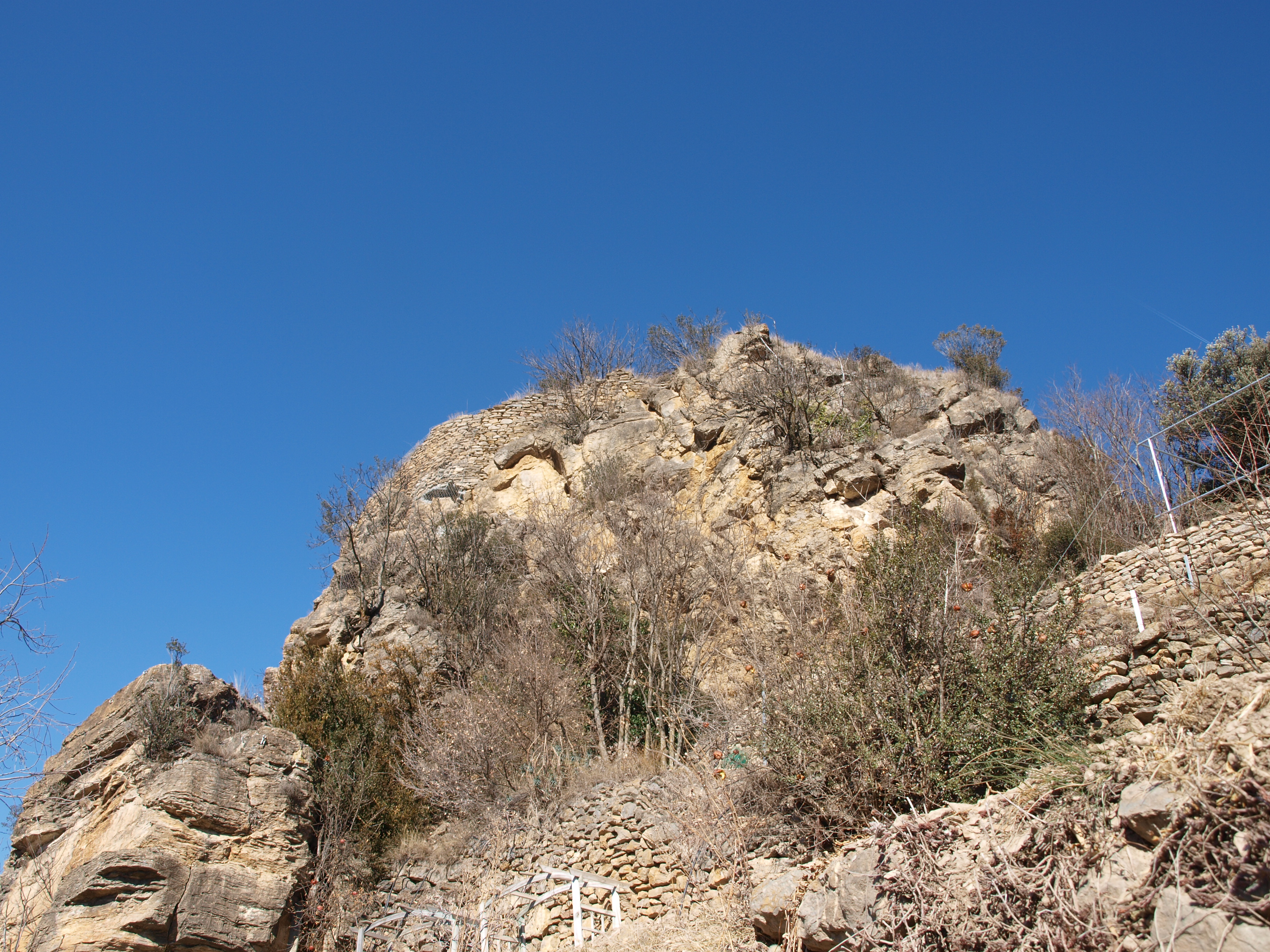
Burgruine von Torres
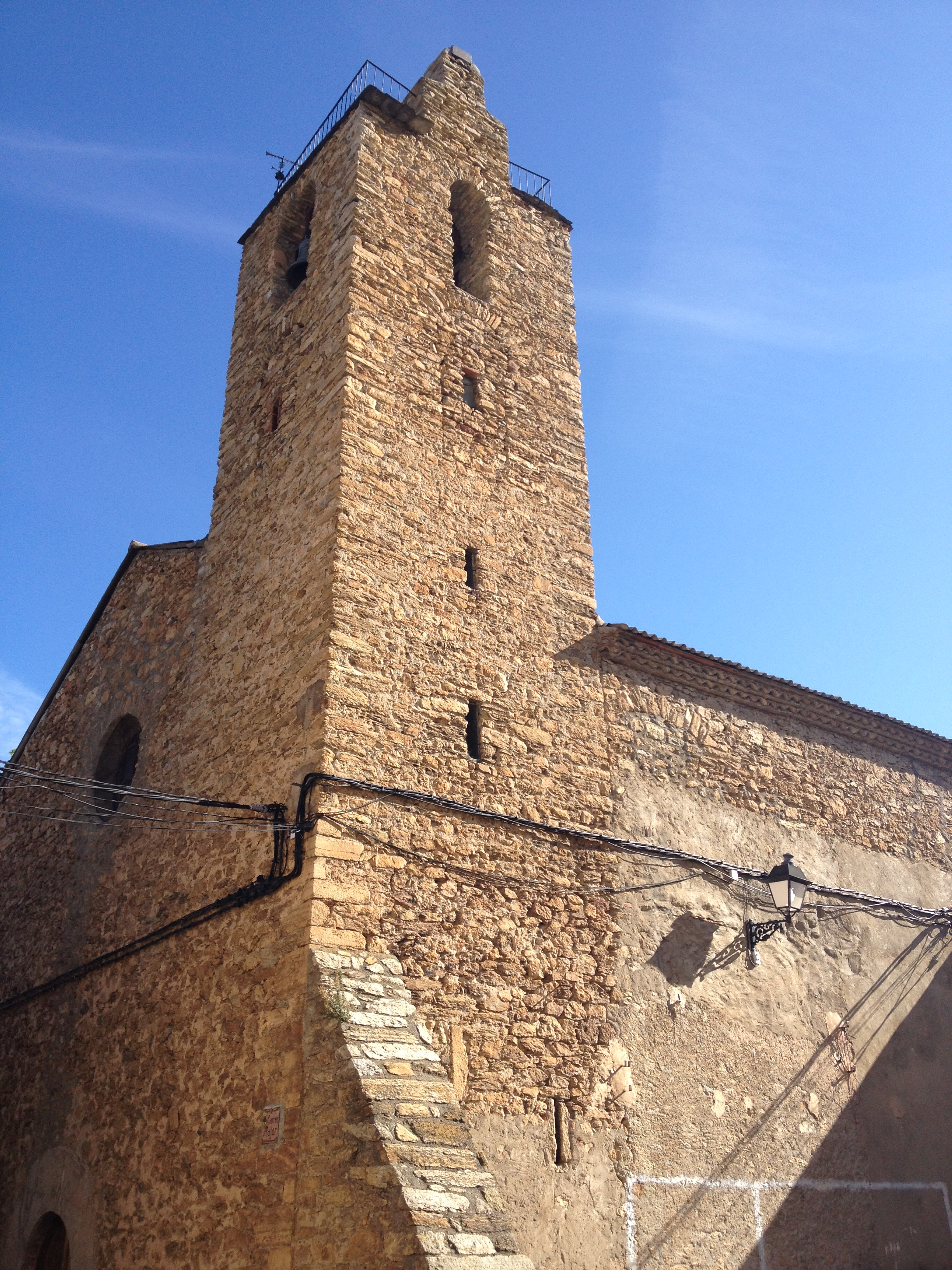
Stephanuskirche

- Stephanuskirche von Alàs
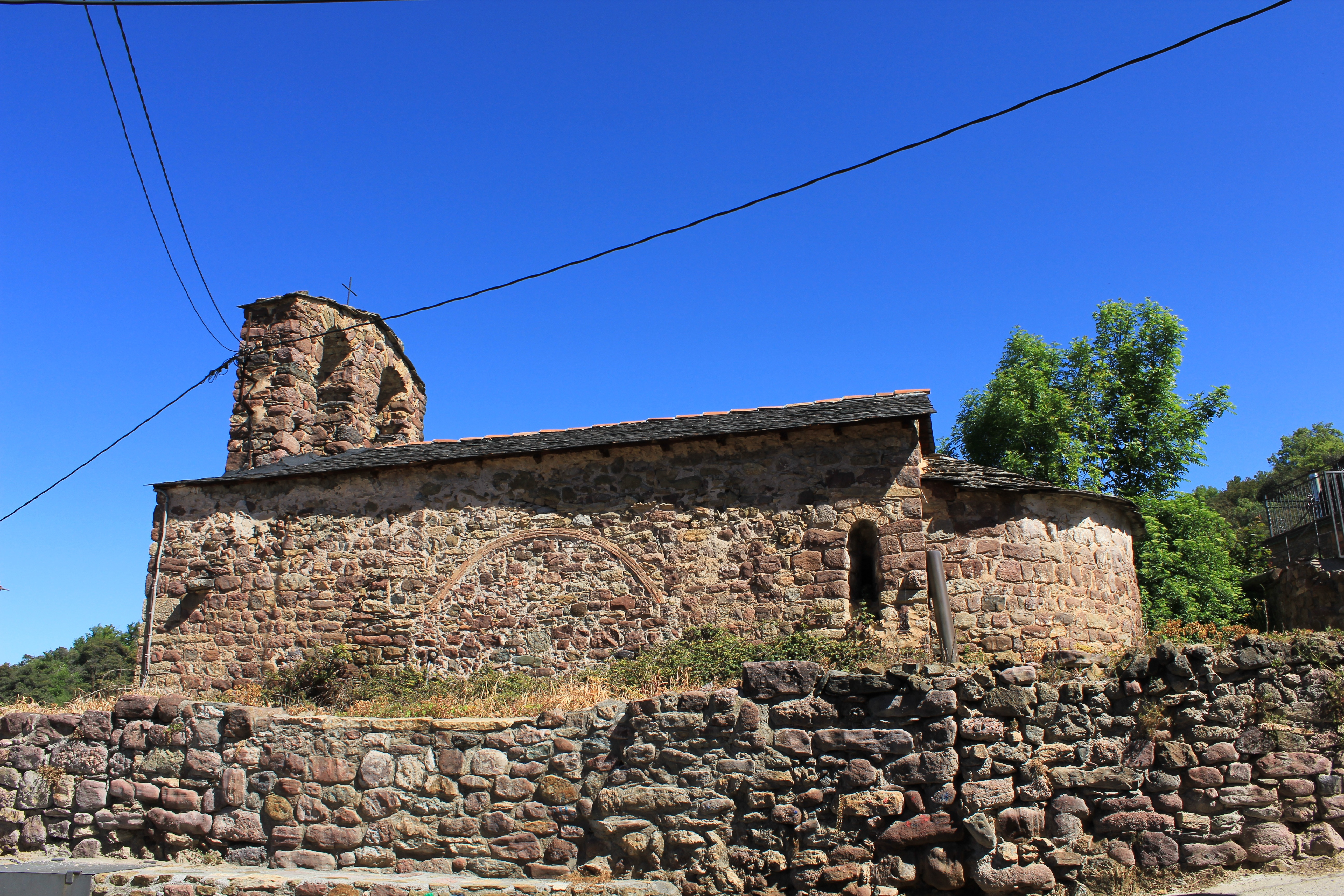
Justus-und-Pastor-Kirche in Cerc
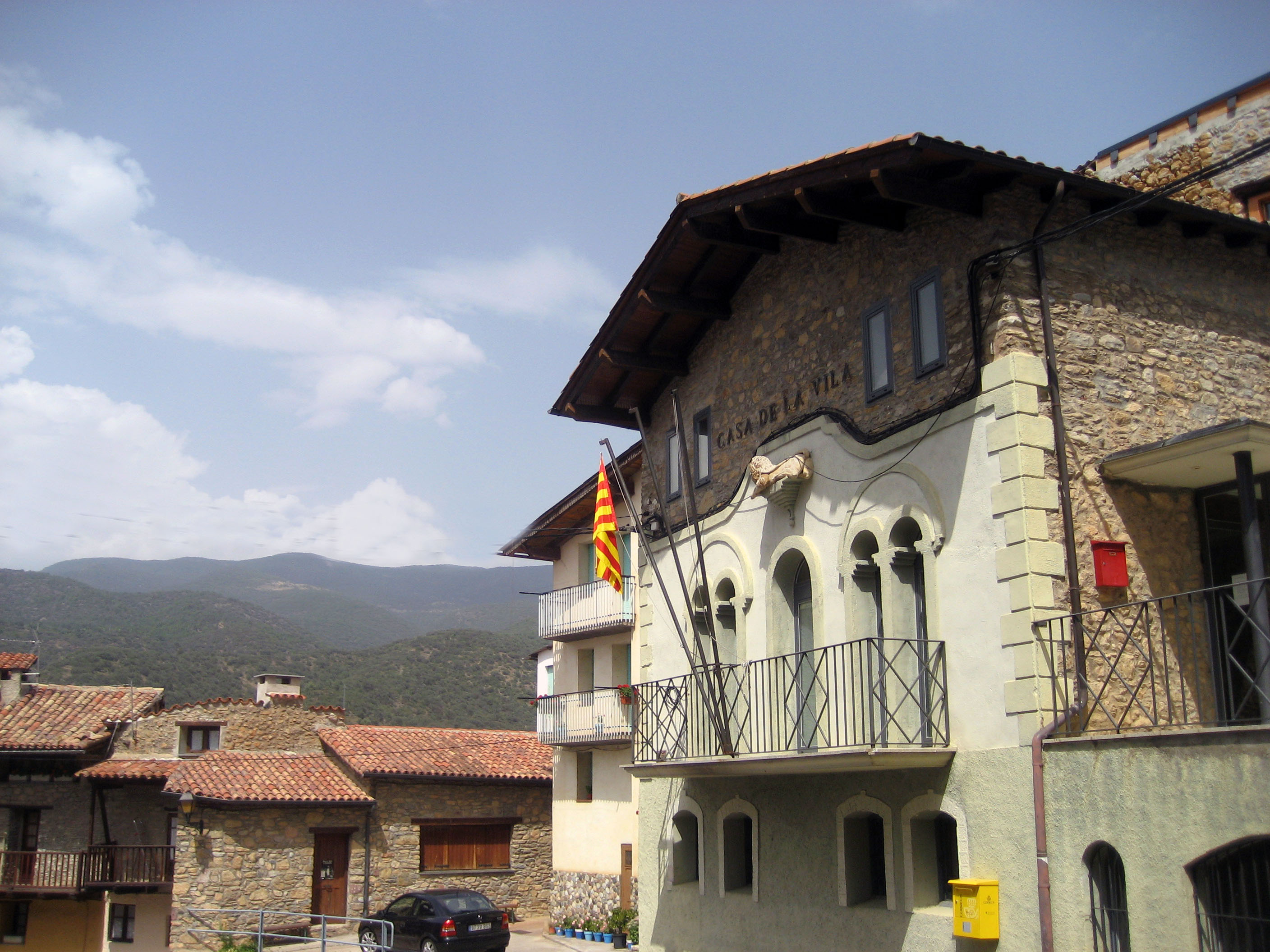
Rathaus

- Burgruine von Torres
- Stephanuskirche
- Justus-und-Pastor-Kirche
- Rathaus